# Lilium szovitsianum
Lilium szovitsianum là một loài thực vật có hoa trong họ Liliaceae. Loài này được Fisch. & Avé-Lall. miêu tả khoa học đầu tiên năm 1840.